# 秘境探險：黃金城秘寶
《秘境探險：黃金城秘寶》為顽皮狗所開發的動作冒險遊戲，由索尼互動娛樂發行，為神秘海域系列的首作，其續篇為《秘境探險2：盜亦有道》。2015年在PS4平台推出包含前3代作品的《秘境探險：奈森德瑞克合集》。

## 概要
- 為了尋找16世紀英國航海探險家法蘭西斯·德瑞克爵士所流傳下來的寶藏，德瑞克的後代奈森·德瑞克（Nathan Drake）來到中太平洋的神秘島嶼，卻被來路不明的武裝分子所追殺。為了生存，德瑞克與夥伴們於是起而對抗武裝分子，並解開隱藏於島上的駭人秘密。
- 此遊戲推翻歷史，根據歷史記載，法蘭西斯·德瑞克爵士因痢疾於巴拿馬去世，但這遊戲指出法蘭西斯爵士並沒有於巴拿馬去世，他於巴拿馬的棺木是空的，棺木裏只有著他的筆記本，當時法蘭西斯爵士於航海期間所見所聞都被伊利沙伯一世女王禁止傳達給世人，法蘭西斯爵士本人與他的船員都被下了禁令。因此筆記本上的資料沒有被歷史記載下來。奈森閲讀了法蘭西斯爵士的筆記本，發現原來法蘭西斯爵士發現了傳說中的黃金鄉，並一直追尋著黃金鄉裏的寶藏。於是跟隨法蘭西斯爵士筆記中所記載的路線，發現原來西班牙人比法蘭西斯本人更早發現寶藏。但他們在盜取寶藏其間變成了神秘的生物，法蘭西斯本人和他帶領的船隊均於這裡陣亡。

## 登場人物

### 主要角色
奈森・德瑞克 （Nathan Drake）
本作主角，探險家，自稱是英國知名航海家、探險家法蘭西斯・德瑞克爵士的後裔。追尋法蘭西斯留下的線索尋找黃金鄉。
艾蓮娜・費許 （Elena Fisher）
本作女主角，記者、電視節目主持人。資助奈森的尋寶行動，條件是奈森得讓她全程跟拍，製作成電視節目。
維特・蘇利文 （Victor Sullivan）
探險家，與奈森有師徒之誼。加入行動除了幫助奈森以外，也指望黃金鄉的寶藏能替他償還鉅額賭債。最後雖然沒能獲取黃金鄉的寶藏，但仍在追尋傳說而來最後葬身殖民地的海盜的船上找到不少財寶。

### 反派
加百列・諾曼 （Gabriel Roman）
納凡諾的老闆，被納凡諾慫恿尋找黃金鄉的寶藏，放高利貸給嗜賭的蘇利以強迫他協助解開線索。找到寶藏後被納凡諾設計變成怪物，遭後者射殺。
安多・納凡諾 （Atoq Navarro）
諾曼的助理，被黃金鄉的雕像毀滅的西班牙殖民地倖存者的後裔，慫恿諾曼尋找黃金鄉寶藏的主要推手。在找到寶藏後背叛，把諾曼變成怪物後將其射殺。將黃金雕像吊運上船時被奈森攻擊，最後被繩索纏住拖下水，隨著雕像葬身海底。
艾迪・拉加 （Eddy Raja）
諾曼雇用的武裝傭兵首領，跟奈森有過節。不學無術，只想用暴力解決問題，後被黃金雕像變成怪物的西班牙人殺死。

## 外部連結
- （英文）—《秘境探險：黃金城秘寶》英文官方網站 （页面存档备份，存于）
- （日語）—《秘境探險：黃金城秘寶》日文官方網站 （页面存档备份，存于）